# Soho (Londres)
Soho es una zona de la Ciudad de Westminster y parte del West End de Londres, Inglaterra. Es un área de aproximadamente una milla cuadrada rodeada por Oxford Street al norte, Regent Street al oeste, Shaftesbury Avenue al Sur, y Charing Cross Road al Este. El área del oeste es conocida como Mayfair, al norte Fitzrovia, al este Holborn y Covent Garden, y hacia el sur St James's. Chinatown y el área alrededor de Leicester Square pueden ser consideradas como dentro o fuera del límite sur de Soho.
Establecida desde hacía tiempo como una zona de ocio, durante gran parte del siglo XX el Soho tuvo fama por sus sex shops así como por su vida nocturna y la industria del cine. Pero desde principios de los años ochenta, la zona pasó por una considerable transformación y es hoy predominantemente un distrito de moda con restaurantes caros y oficinas, con solo algunos locales todavía dedicados a la industria del sexo. Soho es una zona pequeña y multicultural del centro de Londres; sede de industria, comercio, cultura y entretenimiento, así como una zona residencial para gente de diferentes clases sociales.
Tiene clubes, incluyendo el antiguo club nocturno Chinawhite; pubs; bares; restaurantes; unas pocas sex shops diseminadas entre ellos; y cafeterías nocturnas que le han dado a las calles un aspecto de "abierto toda la noche" en los fines de semana. Muchos fines de semana el Soho está suficientemente ocupado como para cerrar las calles a los vehículos; Westminster Council peatonalizó partes del Soho a mediados de los noventa, pero luego dio marcha atrás, aparentemente después de quejas por la pérdida de comercio en los negocios locales.[cita requerida]
Hay tiendas de discos por toda la zona alrededor de Berwick Street, con establecimientos como Blackmarket Records y Vinyl Junkies.

## Historia
El área la cual es ahora el Soho fue una explanada de cultivos hasta 1536 cuando fue apropiada por Enrique VIII como un parque real para el Palacio de Whitehall. El nombre Soho aparece por primera vez en el siglo XVII. La mayoría de las autoridades creen que el nombre deriva del antiguo «Soho!», que era un grito típico en la caza («¡Soho! Allí va el zorro», etcétera). Algunos sugieren una conexión con el duque de Monmouth, quien usó «Soho» como grito de llamada a sus hombres en la batalla de Sedgemoor, pero el uso del nombre antecede a esa batalla por lo menos en 50 años. Una alternativa es que el nombre es derivado de un acotamiento de Somerset House, un gran palacio situado al sur, construido en 1547.
En los años 1660 la corona cede los Campos del Soho a Enrique Jemyn, quien cede 19 de los 22 acres a Joseph Girle, quien tan pronto como ganó el permiso para construir allí pasó su derecho y licencia a Richard Firith en 1677, quien comenzó su desarrollo. El Soho fue vendido por la corona en parcelas en los siglos XVI y XVII.

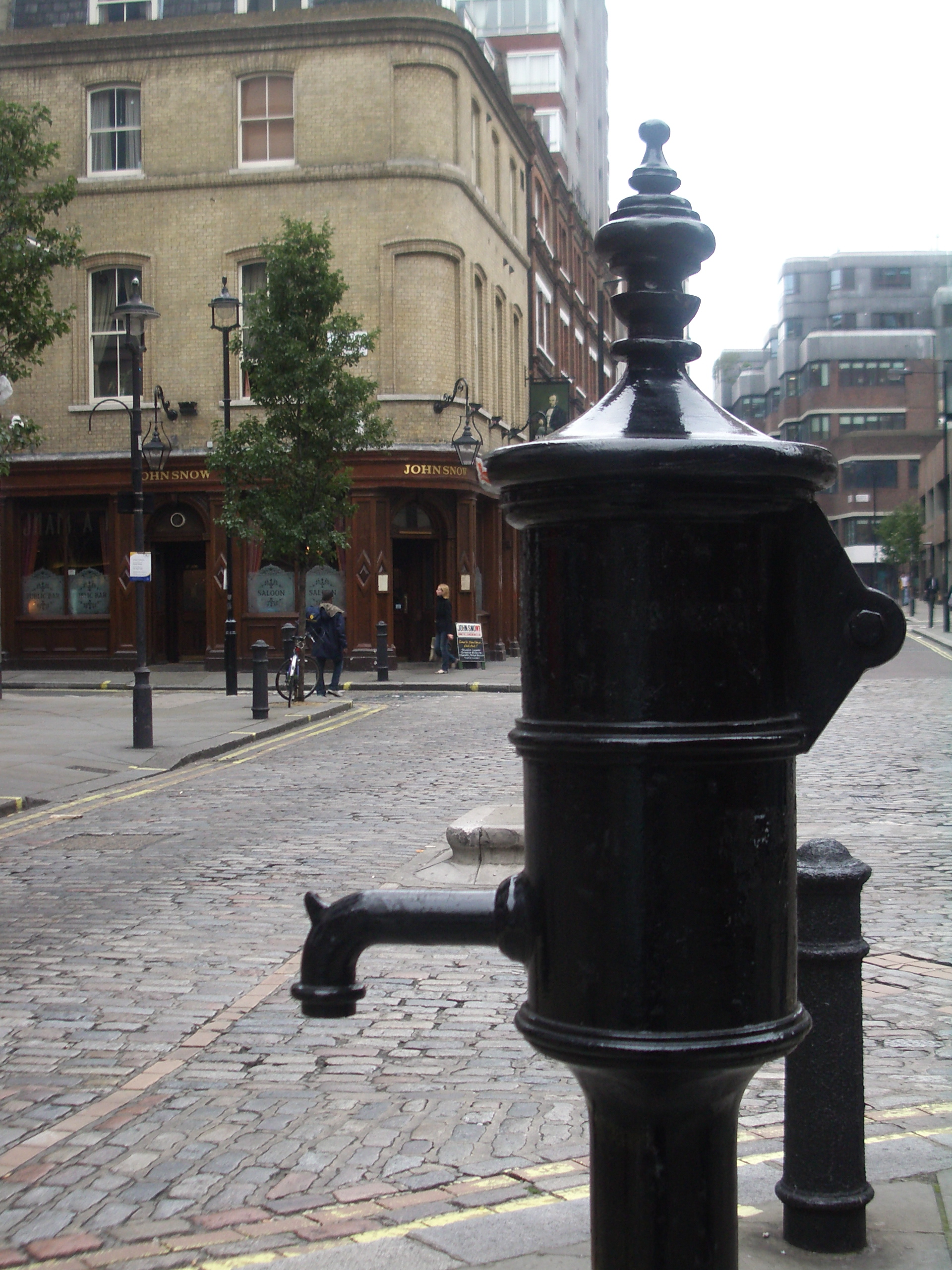
Memorial de John Snow mostrando de fondo el pub John Snow.

A pesar de las mejores intenciones de aquellos poseedores de tierras como por ejemplo los de Earl o Leicester y Portland para desarrollar los terrenos a gran escala de urbanización, nunca llegó a ser un área de moda para los ricos. Por el contrario, el encanto y carácter del Soho lo hizo ser evitado tanto como era permitido como un lugar un poco salvaje y cosmopolita. A mediados del siglo XVIII todos los aristócratas que habían estado viviendo en Soho Square o en Gerrad Street se mudaron y los artistas comenzaron a establecerse.
A mediados del siglo XIX todas las familias respetables se habían mudado de allí, y las prostitutas, los salones de música (music hall) y pequeños teatros se habían asentado. Para los comienzos del siglo XX había una saludable mezcla de comedores de origen extranjero y se convirtió en un lugar de moda para los intelectuales, escritores y artistas.
A partir de 1930 y hasta el comienzo de la década de los 1960, los pubs del Soho estaban llenos cada noche con escritores borrachos, poetas y artistas, muchos de los cuales nunca llegaron a ser famosos, y fue también durante este período cuando los grandes pubs se establecieron.
El nombre Soho es deliberadamente imitado por el Soho de Hong Kong, una de las mayores áreas turísticas en la isla de Hong Kong, mientras que el SoHo de Nueva York es nombrado así porque el área está al sur de Houston Street (South of Houston Street), en la parte baja de Manhattan. Por su parte, en Buenos Aires existe una zona del barrio de Palermo denominada Palermo Soho.
Un suceso primordial en la historia de la sanidad pública fue el estudio de un brote de cólera en el Soho por el doctor John Snow. Con ayuda de un ya famoso mapa identificó la causa del brote en la calidad del agua en Broadwick Street (posteriormente llamada Broad Street). Gracias a las investigaciones de Snow se clausuró un pozo de agua contaminado, terminando con la epidemia. Una réplica del grifo con una placa en su memoria, cerca de donde se situaba la bomba original, recuerda el acontecimiento.

## El Soho actualmente

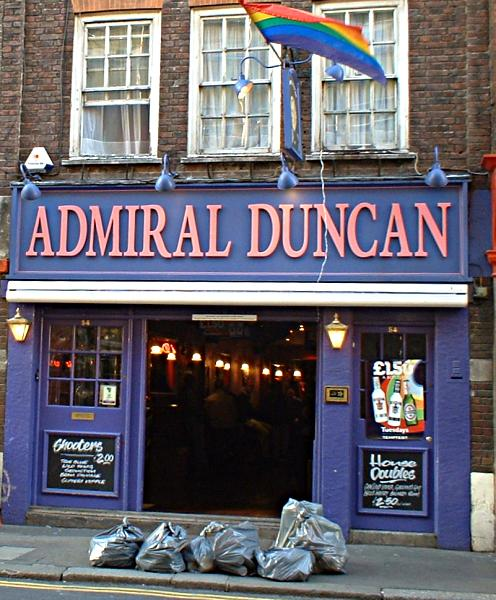
El pub "Admiral Duncan".

El Soho es desde finales del siglo XX una pequeña y multicultural área del Londres central, la cual es sede de industria, comercio, cultura y entretenimiento, así como un área residencial para ricos y pobres. En los dos siglos anteriores había acogido sucesivas oleadas de inmigrantes, y la Iglesia Francesa en Soho Square es testigo de su antigua posición como centro de hugonotes franceses llegados en los siglos XVII y XVIII.
Soho es famoso por sus numerosos clubs, pubs, bares y restaurantes; también por sus cafés nocturnos, lo que da a las calles un sentimiento de «abierto toda la noche» los fines de semana. Además destaca su ambiente musical, y varias tiendas de discos se agrupan en el área alrededor de Berwick Street, donde tiendas como Blackmarket Records y Vinyl Junkies ofertan las últimas novedades.
Soho es también el principal barrio gay de Londres, y alrededor de Old Compton Street se concentran numerosos negocios orientados a este público. El 30 de abril de 1999 el pub Admiral Duncan, un local de ambiente gay, sufrió un ataque neonazi. David Copeland colocó una bomba con metralla que explotó causando tres muertos y treinta heridos.